# Batalla de Angaur

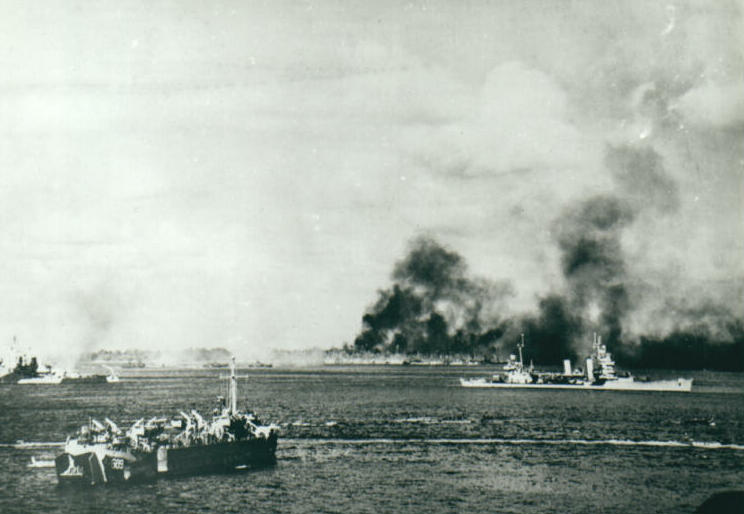
Flota norteamericana bombardeando la isla de Angaur a la vez que barcazas transportan a los marines hacia las playas

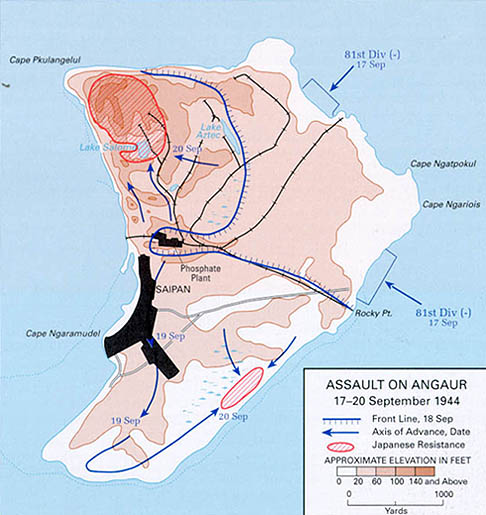
Mapa de la batalla de Angaur

La batalla de Angaur fue un enfrentamiento armado en la guerra del Pacífico en el contexto de las últimas etapas de la Segunda Guerra Mundial en Oceanía entre los Estados Unidos y el decadente Imperio colonial japonés.

## Plan de Estados Unidos
Desde que Estados Unidos había comenzado la invasión de las islas Palaos y sus tropas se encontraban estancadas en el matadero de la batalla de Peleliu, comprendieron que para su seguridad debían neutralizar otras guarniciones cercanas. Entre los objetivos que consideraron peligrosos estaba la isla de Angaur.
Muy sencillo era el plan estadounidense para tomar Angaur. Consistía en desembarcar con los 321.er, 322.º y 323.er Regimientos de la 81.ª División de Infantería del Ejército Estadounidense (US Army) en unas playas distribuidas en varios sectores conocidas como Red en el noreste, Blue en el este, y Green 2 y Green 3 en el sureste.. El transporte lo facilitarían el 726th Batallón de Tractores Anfibios y el 776th Batallón Anfibio Blindado. Como escolta la Flota Estadounidense (US Navy) aportaría nueve barcos con un portaaviones, tres cruceros, un destructor y tres transportes.
81ª División de Infantería
- 321.º Regimiento
- 322.º Regimiento
- 323.º Regimiento
- 726th Batallón de Tractores Anfibios
- 776th Batallón Anfibio Blindado

Flota Estadounidense
- 1 Portaaviones: USS Wasp (CV-18).
- 1 Acorazado: USS Tennessee.
- 3 Cruceros USS Colombus, USS Denver (CL-58) y USS Cleveland (CL-55).
- 1 Destructor: USS Perry.
- 3 Transportes: USS Fremont, USS Pierce y USS James O'Hara (APA-90).

Total = 9 Navíos.

## Plan de Japón
Japón controlaba Angur desde 1919 en que fue cedida junto a las islas Palaos tras la derrota de Alemania en la Primera Guerra Mundial con el Tratado de Versalles.
Durante casi veinte años los japoneses habían preparado unas defensas meticulosamente en Angaur. Consistían en perímetros fortificados en el interior de Angaur con búnkers y emplazamientos de ametralladoras. Las fuerzas que poseían los japoneses en la isla eran el 1st Batallón del 59.º Regimiento al mando del comandante Sadae Inoue. La guarnición únicamente se componía por 1400 soldados nipones bajo las órdenes del mayor Ushio Goto. Aunque los japoneses eran pocos estaban decididos a llevarse a todos los norteamericanos posibles por delante.

### Fuerzas de Japón
- 1st/ 59.º Rgt. Batallón

## Ataque en Angaur
Unos días antes de la invasión a Angaur, la flota norteamericana inició el bombardeo naval contra la isla el 12 de septiembre de 1944 con el fin de pulverizar las defensas y minar la moral nipona. Un día después del bombardeo, 13 de septiembre, el destructor USS Perry que cañoneaba Angaur exponiéndose muy cerca de la isla, chocó con una mina submarina japonesa, instante en que una llamativa explosión lo envolvió. Sin poder evitarlo el USS Perry se hundió sufriendo 40 marineros la muerte.
A las 8:00 de la mañana del 17 de septiembre de 1944, el acorazado estadounidense USS Tennessee, junto con los cruceros USS Colombus, USS Denver y USS Cleveland, comenzaron un bombardeo naval preliminar contra la isla de Angaur que provocó enormes destrozos. Mientras tanto se produjo el ataque aéreo de varios aviones caza-bombarderos Douglas SBD Dauntless procedentes del portaaviones USS Wasp que lanzaron sus bombas sobre las posiciones japonesas visibles desde el aire.
Cuando el bombardeo aéreo y naval todavía no había terminado, la infantería en los barcos transbordó a las embarcaciones del 726th Batallón de Tractores Anfibios y del 776th Batallón Anfibio Blindado.
El 322.º Regimiento fue el primero en pisar Angaur al desembarcar en la playa Red, lugar en donde encontró algunos morteros que atacaron a los estadounidenses, pero que con facilidad fueron silenciados. Poco después el 323.º Regimiento desembarcó en la playa de Blue donde se encontró con una ligera resistencia que eliminó sin muchas complicaciones. El único que llegó sin ninguna oposición a las playas fue el 321.º Regimiento sobre los sectores de Green 2 y Green 3.
Al caer la tarde los estadounidenses avanzaron 450 m hacia el interior de la isla desde la playa de Blue. Por el camino los hombres del 323.º Regimiento fueron destruyendo toda la resistencia japonesa consistente en posiciones de ametralladoras. Cuando se hizo de noche los japoneses contraatacaron contra el 321.º Regimiento que salía desde las playas de Green 2 y Green 3, fracasando en el intento porque estos resistieron e hicieron retroceder al enemigo.
Durante toda la mañana del 18 de septiembre los aparatos embarcados de los portaaviones castigaron las posiciones de los japoneses atacando directamente los puntos fuertes del enemigo. Coordinándose con el bombardeo desembarcaron numerosos tanques Sherman en los sectores de Green 2 y Green 3 para apoyar el avance norteamericano.
A las 14:00 horas de aquel día, en el pueblo Saipan Town situado en el oeste, se produjo un bombardeo de aviones embarcados que alcanzaron a las tropas norteamericanas, ya que los pilotos confundieron a los soldados con japoneses. En el incidente de fuego amigo murieron 7 estadounidenses y otros 46 resultaron heridos.
Entre la tarde y la noche los hombres del 323.º Regimiento se lanzaron al ataque contra las posiciones fortificadas japonesas cerca de Green 2 y Green 3. Tras una intensa lucha antes del amanecer del día siguiente consiguieron hacerse con todas las fortificaciones.
Al comienzo del 19 de septiembre de 1944 los japonesees se retiraron a la esquina noroeste de Angaur denominada Romuldo Hill. Precisamente Romuldo Hill era una colina con defensas naturales en sus alrededores como cuevas y trincheras en posiciones elevadas. El 323.º Regimiento se encargó de tomar aquella posición. Sorprendentemente aseguró todo Romuldo Hill sufriendo pocas bajas. Aquel fue el último foco de resistencia en la isla, la batalla de Angaur había concluido.

## Desenlace
Angaur le aportó a Estados Unidos una base donde construir un aeródromo que fue terminado el 15 de octubre de 1944. La pista sirvió como repostaje para las fortalezas volantes B-24 que apoyaban al general Douglas McArthur en su avance hacia Filipinas.
Estados Unidos tuvo 300 muertos (260 soldados y 40 marineros) y 1354 heridos. En el material le fue hundido el destructor USS Perry. Japón sufrió 1338 muertos y 59 prisioneros.
Curiosamente la captura de Angaur fue una de las islas que más fácilmente conquistó Estados Unidos en la Segunda Guerra Mundial.
- Datos: Q1538855
- Multimedia: Battle of Angaur / Q1538855